# Tretogonia cinerea
Tretogonia cinerea är en insektsart som först beskrevs av Henry Fairfield Osborn 1926.  Tretogonia cinerea ingår i släktet Tretogonia och familjen dvärgstritar. Inga underarter finns listade i Catalogue of Life.